# Allan Chapman (historien)
Pour les articles homonymes, voir Chapman.
Allan Chapman (né le 30 mai 1946) est un historien britannique des sciences.

## Biographie
Allan Chapman est né à Swinton, Lancashire, Angleterre et grandit dans l'arrondissement de Swinton et Pendlebury. Après avoir fréquenté l'école secondaire moderne locale de Cromwell Road pour garçons, Sefton Road, Pendlebury (1957-1962), il obtient ensuite son premier diplôme à l'Université de Lancaster. Par la suite, il entreprend un doctorat en histoire des sciences au Wadham College d'Oxford. Il est historien de formation et s'intéresse à l'Astronomie et à la biographie scientifique.

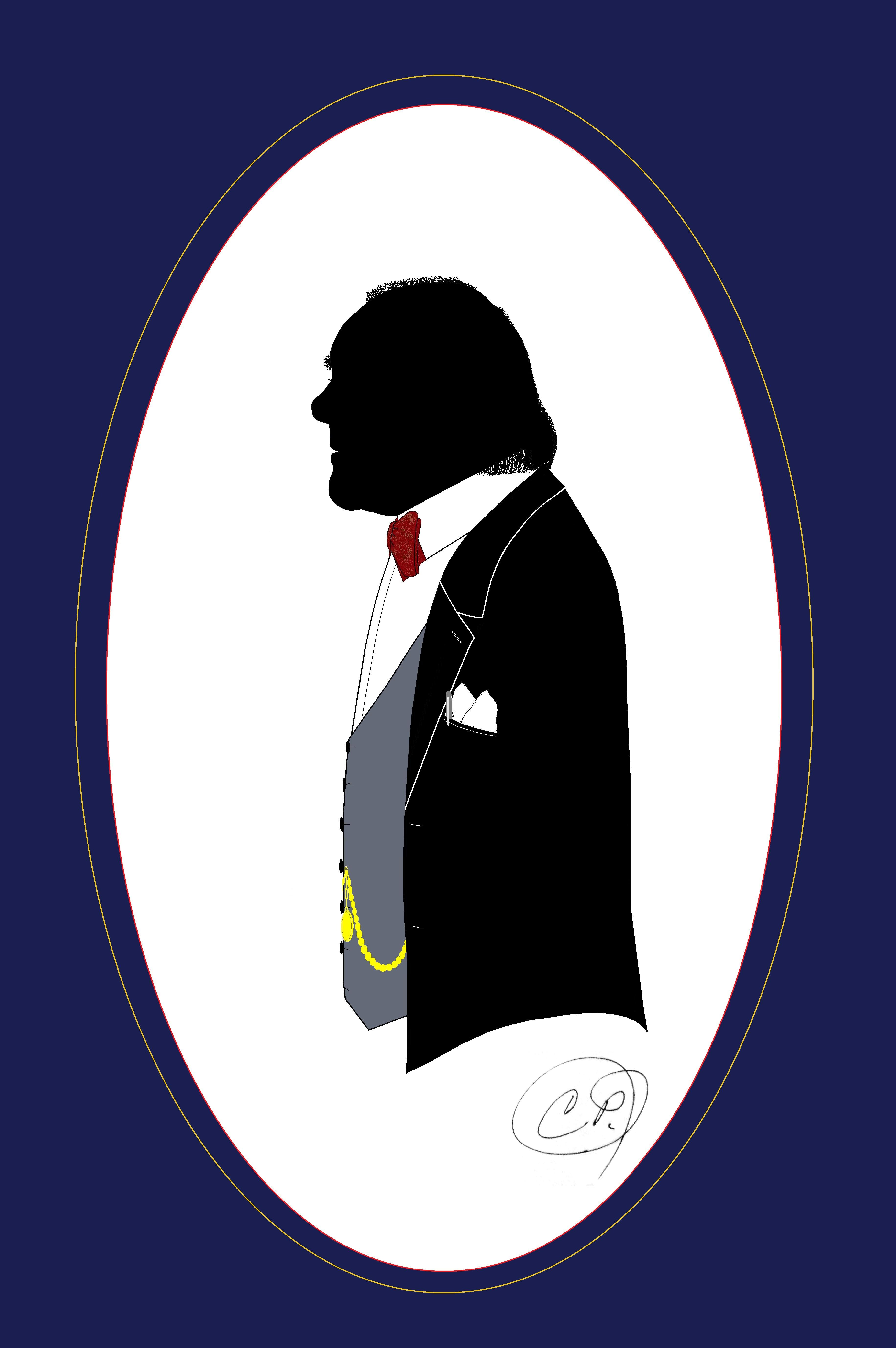
Dr Allan Chapman silhouette de style XVIIIe siècle par Carlos Fuentes y Espinosa.

Chapman est basé à l'Université d'Oxford pendant la majeure partie de sa carrière, en tant que membre de la Faculté d'histoire, basée au Wadham College. Il est un conférencier accompli et un orateur public (notamment en tant que professeur invité au Gresham College de Londres). En janvier 1994, il prononce la conférence Wilkins d'histoire des sciences de la Royal Society, sur le thème d'Edmond Halley.
Il est également présentateur de télévision, notamment Gods in the Sky, couvrant la religion astronomique dans les premières civilisations, et Great Scientists, présentant la vie de cinq des plus grands penseurs. Pas opposé aux autres formes de télévision, il participe également au quiz télévisé University Challenge - The Professionals dans le cadre de l'équipe de la Royal Astronomical Society, diffusé en juin-juillet 2006.
Chapman enseigne pour le programme d'études à l'étranger d'Eurospring pour l'Université d'État du Minnesota, Moorhead, Minnesota, États-Unis et l'Université d'État de Bemidji, États-Unis.
Il écrit de nombreux livres, dont des biographies telles que Leonardo d'Angleterre sur Robert Hooke.
Chapman est Fellow de la Royal Astronomical Society. Il est membre fondateur et président de la Society for the History of Astronomy (SHA). Il reçoit un doctorat honorifique de l'Université du Lancashire central en 2004. Il est président honoraire et membre de la Salford Astronomical Society, président honoraire de la Reading Astronomical Society, président honoraire de la Mexborough &amp; Swinton Astronomical Society  président honoraire de la Orwell Astronomical Society (Ipswich)  et vice-président de la Société d'astronomie de Newbury .